# Sklopitvena konstanta
Sklopitvena konstanta (oznaka {\displaystyle \alpha \!\,}) je v fiziki (kvantni teoriji polja) brezrazsežno število, ki določa velikost interakcije med delci ali polji. Pogosto se lahko v Lagrangeevi ali Hamiltonovi funkciji (v kvantni mehaniki tudi Hamiltonov operator) loči del, ki se nanaša na kinetično energijo (kinetični del) in na del, ki se nanaša na potencialno energijo (interaktivni del). Sklopitvena konstanta določa interaktivni del in s tem določa tudi jakost medsebojnega delovanja v primerjavi s kinetičnim delom. V kvantni teoriji polja se medsebojno delovanje kaže v izmenjavi umeritvenih bozonov. Sklopitvena konstanta daje jakost sklopitve teh bozonov z odgovarjajočimi naboji (niso v vseh primerih električni naboji).  
Primer najbolj razumljive sklopitvene konstante je električni naboj delca. 
Za vsako osnovno silo se lahko določi sklopitvena konstanta
| interakcija          | umeritveni bozon                                                              | naboj            | oznaka sklopitvene konstante          | velikost konstante |
| -------------------- | ----------------------------------------------------------------------------- | ---------------- | ------------------------------------- | ------------------ |
| močna jedrska sila   | gluoni (8 različnih)                                                          | barvni naboj     | {\displaystyle \alpha _{\rm {s}}\!\,} | 1                  |
| elektromagnetna sila | foton {\displaystyle \gamma }                                                 | električni naboj | {\displaystyle \alpha \!\,}           | 1/137              |
| šibka jedrska sila   | {\displaystyle W^{+}}-, {\displaystyle W^{-}}- in {\displaystyle Z^{0}}-bozon | šibki naboj      | {\displaystyle \alpha _{\rm {W}}\!\,} | 10-6               |
| gravitacija          | graviton (domnevni delec)                                                     | masa             | {\displaystyle \alpha _{\kappa }\!\,} | 10-39              |

## Konstanta fine strukture
Pri elektromagnetni interakciji se uporablja konstanta fine strukture. Označuje se jo z {\displaystyle \alpha \!\,}, določena pa je z obrazcem:
{\displaystyle \alpha ={\frac {e^{2}}{2\epsilon _{0}hc}}={\frac {e^{2}}{4\pi \varepsilon _{0}\hbar c}}\!\,,}
kjer je:
- {\displaystyle e\!\,} – naboj elektrona,
- {\displaystyle \epsilon _{0}\!\,} – influenčna konstanta,
- {\displaystyle c\!\,} – hitrost svetlobe v vakuumu,
- {\displaystyle h\!\,} – Planckova konstanta,
- {\displaystyle \hbar =h/2\!\,} – reducirana Planckova konstanta.

Konstanta fine strukture opisuje medsebojno delovanje med dvema osnovnima nabojema.

## Umeritvena sklopitev
V negrupi se v umeritveni teoriji pojavlja umeritveni parameter, ki se ga označuje z {\displaystyle g\!\,}, v Lagrangeevi funkciji:
{\displaystyle {\frac {1}{4g^{2}}}{\rm {Tr}}\,G_{\mu \nu }G^{\mu \nu }\!\,,}
kjer je:
- {\displaystyle G} – tenzor umeritvenega polja

## Elekrošibka sklopitev
V elektrošibki teoriji (teorija Glashov-Salam-Weinberga) se uporablja šibka sklopitvena konstanta, ki se jo označuje z {\displaystyle \alpha _{W}\!\,}. Ta konstanta odgovarja konstanti fine strukture v elektromagnetni interakciji:
{\displaystyle \alpha _{W}={\frac {g^{2}}{2\epsilon _{0}hc}}={\frac {g^{2}}{4\pi \varepsilon _{0}\hbar c}}=\left({\frac {g}{q_{\rm {P}}}}\right)^{2}\!\,.}